# Sven "Vrålis" Andersson
Sven Oskar Albin Andersson, kallad Svenne, Vrålis, född 14 februari 1907 i Össeby-Garns församling, Stockholms län, död 30 maj 1981 i Solna församling, Stockholms län, var en svensk fotbollsspelare (försvarare/centerhalv) och bandyspelare (målvakt) som blev svensk mästare i båda sporterna. 
Andersson gjorde sammanlagt 27 fotbollslandskamper och deltog vid VM 1934 i Italien. 

## Idrottskarriär
Andersson började sin fotbollskarriär i Hagalunds IS där han satte sig i respekt genom sin obändiga vilja och fighterinställning kombinerat med en uppsyn som fick motståndarna att blekna och bli lite mer försiktiga.
I AIK slog han igenom som vänsterback (från 1935 och framåt allt som oftast centerhalv) och blev snart också lagkapten. Här förblev han en oslipad diamant – både på och utanför planen – karriären ut. Andersson trivdes inte i de mer fina salongerna i livet, men tog sitt ansvar som lagkapten i AIK (och senare landslaget) med ett stort allvar och värdighet. Han tillhörde under större delen av sin klubbkarriär AIK och blev där svensk mästare 1932 och 1937. 
Andersson var också uttagen i den svenska truppen till VM 1934 där han spelade i Sveriges båda matcher när man åkte ut mot Tyskland i kvartsfinal. Han spelade under åren 1930-1938 sammanlagt 27 landskamper i fotboll på vilka han gjorde 3 mål.
Andersson var också en duktig bandymålvakt i AIK, med ett SM-guld 1931.
Efter den aktiva karriären var Andersson tränare för Vasalunds IF.

## Spelstil och smeknamn
Sven Andersson hade en vilja av stål och "betong" i sina muskler som gemensamt sattes in av all kraft för att stoppa motståndarna. Befriande rensningar var en självklar del av hans spel även om han också var en pålitlig straffskytt.
Hans mångåriga lagkamrat Erik Almgren menade följande om Andersson: "Många tycks ha fått för sig att Svenne spelade ojuste. Jag spelade hundratals matcher tillsammans med Sven Andersson och såg honom satsa sig själv på det mest fabulösa sätt, men inte en enda gång försökte han avsiktligt skada en motspelare. Svenne var stark och hård - men hårdast var han mot sig själv. Han gav allt i varje situation. Det sporrade hans lagkamrater att göra detsamma".
"Svenne Vrålis" fick sitt smeknamn då han som back rensade undan bollar framför motståndare med det varnande tillropet: "Håll dig undan för nu smäller det!"

## Meriter

### Fotboll

#### I landslag
Sverige
- Uttagen till VM: 1934 (spelade i Sveriges båda matcher)[3]
- 27 landskamper, 3 mål

#### I klubblag
AIK
- Svensk mästare (2): 1931/32, 1936/37

#### Individuellt
- Mottagare av Stora grabbars märke, 1933

### Bandy
AIK
- Svensk mästare (1): 1931

### Webbsidor
- Profil på footballzz.com
- Profil på aik.se
- Lista på landskamper, svenskfotboll.se, läst 2013 02 20
- Sveriges trupp VM 1934, fifa.com